# Xã Edens, Quận Gregory, South Dakota
Xã Edens (tiếng Anh: Edens Township) là một xã thuộc quận Gregory, tiểu bang Nam Dakota, Hoa Kỳ. Năm 2010, dân số của xã này là 79 người.